# Bajo Carrizal
Bajo Carrizal es una pequeña localidad del departamento Famatina, en el norte de la provincia de La Rioja, Argentina.
Se encuentra  a poca distancia hacia el norte de la localidad de Famatina, en cercanías de la ruta nacional 78 o ruta provincial N.º 11.
La localidad cuenta con un centro de atención primaria en salud, una escuela de nivel inicial de carácter rural, dos jardines de infantes y un pequeño templo dedicado a la virgen del Carmen.

## Población
Cuenta con 150 habitantes (Indec, 2010), lo que representa un descenso del 25% frente a los 200 habitantes (Indec, 2001) del censo anterior.
| Gráfica de evolución demográfica de Bajo Carrizal entre 1991 y 2010 |
|                                                                     |
| Fuente: Censos nacionales del INDEC                                 |

## Sismicidad
La sismicidad de la región de La Rioja es frecuente y de intensidad baja, y un silencio sísmico de terremotos medios a graves cada 30 años en áreas aleatorias.